# Suctobelbila fissurata
Suctobelbila fissurata är en kvalsterart som beskrevs av Hammer 1979. Suctobelbila fissurata ingår i släktet Suctobelbila och familjen Suctobelbidae. Inga underarter finns listade i Catalogue of Life.